# 노부스 오르도 세클로룸

미국의 국장 뒷면

노부스 오르도 세클로룸(라틴어: novus ordo seclorum)은 미국의 국장 뒷면에 있는 라틴어 문구로, '시대의 새로운 질서'(new order of the ages)라는 의미이다. 본 문구가 삽입된 미국의 국장은 1782년 미국 독립 전쟁의 지도자 가운데 한 사람인 찰스 톰슨(Charles Thomson)의 제안에 의해 처음 디자인되었고, 1935년 미국 1달러 지폐의 뒷면에도 도입되었다. 종종 음모론자들은 이 문구가 신세계 질서를 의미한다고 해석하기도 한다.

## 같이 보기
- 전시안
- 나라 표어 목록